# Junction City (Geòrgia)
Junction City és una població dels Estats Units a l'estat de Geòrgia. Segons el cens del 2000 tenia 179 habitants.

## Demografia
Segons el cens del 2000, Junction City tenia 179 habitants, 69 habitatges, i 46 famílies. La densitat de població era de 27,8 habitants/km².
Dels 69 habitatges en un 34,8% hi vivien nens de menys de 18 anys, en un 50,7% hi vivien parelles casades, en un 11,6% dones solteres, i en un 33,3% no eren unitats familiars. En el 29% dels habitatges hi vivien persones soles l'11,6% de les quals corresponia a persones de 65 anys o més que vivien soles. El nombre mitjà de persones vivint en cada habitatge era de 2,59 i el nombre mitjà de persones que vivien en cada família era de 3,24.
Per edats la població es repartia de la següent manera: un 24,6% tenia menys de 18 anys, un 6,1% entre 18 i 24, un 27,4% entre 25 i 44, un 24,6% de 45 a 60 i un 17,3% 65 anys o més.
L'edat mediana era de 40 anys. Per cada 100 dones de 18 o més anys hi havia 104,5 homes.
La renda mediana per habitatge era de 26.250 $ i la renda mediana per família de 47.500 $. Els homes tenien una renda mediana de 29.375 $ mentre que les dones 21.250 $. La renda per capita de la població era de 15.310 $. Entorn del 10,5% de les famílies i el 15,1% de la població estaven per davall del llindar de pobresa.

## Poblacions més properes
El següent diagrama mostra les poblacions més properes.